# Urubamba (dolina)
Dolina Urubamba, poznata kao sveta dolina Inka (španj. El Valle Sagrado de los Incas), dolina je u peruanskim Andama kroz koju protječe veliki broj potoka i rječica. U dolini postoje bogata arheološka nalazišta, a na okolnim obroncima žive autohtoni Indijanci.
Urubambu su Inke vrlo cijenile zbog njezine posebne klime i geografskog položaja. To je bilo mjesto s najboljim prinosima, a čak i danas ondje uspjeva najbolji kukuruz u Peruu.

## Položaj
Sveta dolina Inka prostire se između Písaca i Ollantaytambo, paralelno s rijekom  Vilcanota ili Wilcamayu (kečuanski 'sveta rijeka'), kako se rijeka Urubamba ondje naziva.
Rijeka Urubamba protječe Písacom. U ovom dijelu doline rijeka nije tako brza, a na nekim mjestima široka je i do 25 m i skoro je mirna cijelim tokom kroz dolinu, no na nekoliko mjesta postoje i brzaci koji su turistička atrakcija koju kanuisti obilno iskorištavaju.
Dolina leži na cesti od grada Cusca prema Chincheru. U sjevernom dijelu doline leži naselje Ollantaytambo, koje je željezničkom prugom povezano s Machu Picchem, poznatim turističkim odredištem Južne Amerike. 